# 毓檢
毓檢（1808年—1854年），他塔喇氏，字次坪，號端卿，一號眞叔，满洲正蓝旗人。道光乙未恩科舉人，丙申恩科進士，官至翰林院庶吉士，戶部員外郎。 曾任江南乡试主考官与会试同考官、福建考官。咸丰二年，詹事府詹事。咸丰三年，改大理寺卿。咸丰四年（1854），授副都统衔，任驻藏办事大臣；同年十二月二十八日，病故于赴任途中。

## 家庭
- 高祖西图库，五品典仪官；
- 曾祖英德，内阁中书、河南南阳府、归德府知府；
- 本生曾祖成德，陕西凉州府、西安府知府、督粮道；
- 祖瑭玠，都察院经历；
- 祖母哈达那拉氏，福建、云南巡抚常赉之孙女，刑部员外郎、湖广道监察御史那善之女；
- 父秀堃，嘉庆辛酉科進士；
- 弟毓科，道光癸巳科进士;
- 正妻觉罗氏（父嘉庆乙丑进士、镶黄旗满洲、文渊阁大学士文庄公觉罗寶興）。继妻爱新觉罗氏（父克勤郡王尚格）。妾李氏。[4]
- 子靈章；靈垕，妻烏蘇氏（父湖北按察使常恩）。
- 女一他他拉氏，嫁宗室綿燿（祖父奉恩将军、画家弘旿，曾祖諴恪親王允祕、康熙帝之二十四子）。
- 女二他他拉氏，嫁宗室裕順（曾祖(追)輔國公岱英，先祖安和親王岳樂）。